# 蒙德撞擊坑
蒙德撞擊坑（英語：Maunder）是火星挪亚區一個受到侵蝕的古老撞擊坑，中心座標50°S，358.5°。直徑91公里，以英國天文學家愛德華·沃爾特·蒙德命名。